# Turia
Der Río Turia (valencianisch Riu Túria) ist ein Fluss in Spanien. Er entsteht aus dem Zusammenfluss seiner Quellflüsse Guadalaviar und Alfambra westlich der Stadt Teruel und mündet nach ca. 200 km in der Hafenstadt Valencia ins Mittelmeer.
Obwohl er kein großer Fluss ist, bewässert er seit Jahrhunderten durch ein ausgeklügeltes Bewässerungssystem die gesamte Umgebung Valencias, auch Campo del Turia oder Huerta de Valencia genannt. Die valencianische Umgebung ist für ihre sehr ergiebige Landwirtschaft bekannt.

## Ökologie
Starke Regenfälle haben aber bereits mehrmals zu einer drastischen Erhöhung seines Wasserstandes geführt, was am 14. Oktober 1957 zu einer Überschwemmung der gesamten valencianischen Innenstadt führte. Daraufhin wurde der Fluss in den 1960er Jahren im Stadtbereich von Valencia in ein neues, am Süden der Stadt entlang führendes Bett umgeleitet. Das trockengelegte, acht Kilometer lange und etwa 200 Meter breite ursprüngliche Flussbett, das mitten durch die Stadt führt, wurde zum Gegenstand Jahrzehnte dauernder Diskussionen.
- siehe auch: Große Flut von Valencia 1957

## Der Turia in Valencia
Zunächst war hier die Führung einer Stadtautobahn vorgesehen. Mit der Demokratisierung Spaniens nach dem Tod des Diktators Francisco Franco und der wachsenden Aktivität von Bürgerinitiativen verstärkte sich allerdings der öffentlich artikulierte Wunsch der Bevölkerung nach Schaffung eines zentralen Parks anstelle des trockengelegten Flussbetts. Mit königlichem Dekret vom 1. Dezember 1976 übertrug der Staat die Eigentumsrechte an dem alten Turiabett an die Gemeinde Valencia und diese erteilte im Oktober 1981 dem Architekten Ricardo Bofill den Auftrag, die Grundsatzplanung für einen im ehemaligen Flussbett gelegenen Park vorzunehmen. Im Juli 1983 wurde das Projekt vom Gemeinderat approbiert, und im Oktober 1985 fand der Baubeginn statt. Diese lange Diskussionsphase war durch die hohen Kosten des Projektes bedingt, aber auch durch den Widerstand von Immobilieninteressen.
Der Umbau des alten Turiabettes in eine fast sieben Kilometer lange, von den angrenzenden Wohngebieten gut erreichbare Park- und Freizeitanlage auf rund 100 Hektar Fläche, den Jardín del Turia, fand im Wesentlichen in den 1990er Jahren statt. 1991 begann auch der Bau der von Santiago Calatrava entworfenen, sich östlich anschließenden Ciudad de las Artes y de las Ciencias (Stadt der Künste und der Wissenschaften), die ein neues kulturelles Highlight in Valencia darstellt.